# Korkeasaari (ö i Finland, Södra Savolax, S:t Michel, lat 61,84, long 26,79)
Korkeasaari är en ö i Finland. Den ligger i sjön Puula och i kommunen Hirvensalmi i den ekonomiska regionen  S:t Michel och landskapet Södra Savolax, i den södra delen av landet, 210 km nordost om huvudstaden Helsingfors. Öns area är 5,3 hektar och dess största längd är 390 meter i nord-sydlig riktning.